# Kecskeméti Pethes család
A kecskeméti Pethes család komáromi eredetű, Jászságban elterjedt család.

## Kiemelkedő képviselői
- Pethes Imre (1864 - 1924) színművész
- Pethes József (1812 - 1891) országgyűlési képviselő
- Pethes László (1885 -?) politikus, országgyűlési képviselő, író
- Pethes Mihály (1792 - 1868) politikus, jászkapitány
- Pethes Sándor (1899 - 1981) színművész

## Rokonság
- Hild Viktor (1855 - 1927) újságíró, régész; anyja, Pethes Mária (1832-1922) révén kötődik a családhoz